# Nilen (Sudan)
Nilen (Sudan) (arabisk: ولاية نهر النيل, Nahr an-Nil) er en af Sudans 15 delstater (wilayat). Befolkningen udgjorde 122.123 indbyggere i 2006 på et areal på 1.027.534 km2.
Den administrative hovedby er Ad-Damir. 

## Administrativ inddeling
Delstaten er inddelt i seks mahaliyya:
1. Abu Hamed
2. Al Damar
3. Al Matama
4. Atbara
5. Berber
6. Shendi